# Großdubrau
Großdubrau (górnołuż. Wulka Dubrawa) – miejscowość i gmina w Niemczech, w kraju związkowym Saksonia, w okręgu administracyjnym Drezno, w powiecie Budziszyn.

## Współpraca[1]
- Nowogrodziec
- Freudenberg